# Luis Giampietri
Luis Alejandro Giampietri Rojas (Callao, 31 dicembre 1940 – Lima, 4 ottobre 2023) è stato un ammiraglio e politico peruviano.

## Biografia
Luis Giampietri nacque nel distretto di Bellavista, a Callao, il 31 dicembre 1940. Suo padre era di origini italiane. Studiò presso la Scuola Navale del Perù, dove, nel 1960, conseguì un baccalaureato in scienze navali.
Nel 1987, durante il primo governo di Alan García, venne nominato comandante del Gruppo di Operazioni Speciali Centro. Come membro a pieno titolo della marina militare peruviana, arrivò al grado di viceammiraglio, raggiungendo la posizione di Capo di Stato Maggiore della marina nel secondo governo dell'ex presidente Fujimori.

### Carriera politica
Entrò in politica nel 1998, candidandosi come consigliere della città di Lima con il partito Vamos Vecino. Venne eletto, rimanendo in carica dal 1999 al 2002.
Alle elezioni generali del 2006 si candidò come primo vicepresidente del Paese con il partito APRA nella lista elettorale di Alan García. In seguito alla vittoria di quest'ultimo al ballottaggio, Luis Giampietri divenne suo primo vice, giurando nel luglio seguente davanti al Congresso. Esercitò il suo ruolo insieme alla politica Lourdes Mendonza.
Alle elezioni del 2006 divenne anche membro del parlamento in rappresentanza della regione di Callao per il periodo 2006-2011. Durante questo mandato fu presidente della commissione d'intelligence e membro delle commissioni della difesa e della produzione.
Finita la legislatura si ricandidò come membro del Congresso con il partito Cambiamento Radicale, non risultando però eletto.

### Morte
Luis Giampietri morì a Lima il 4 ottobre 2023, all'età di 82 anni. Al Congresso della Repubblica si tenne un minuto di silenzio in suo omaggio.